# Diez (Familienname)
Diez, Diéz oder Díez ist ein deutscher bzw. spanischer Familienname.

## Namensträger
- Carl Diez (1877–1969), deutscher Politiker (Zentrum)
- Carlos Cruz-Diez (1923–2019), venezolanischer Künstler
- Christa Diez (1926–2022), deutsche Grafikerin und Steindruckerin
- Christine von Diez (1571–1638), Tochter von Anna von Sachsen
- Christoph Ernst von Diez (1543–1603), Graf von Diez
- Daniel Díez (* 1993), spanischer Basketballspieler
- Enrique Díez-Canedo (1879–1944), spanischer Schriftsteller
- Erna Diez (1913–2001), österreichische Archäologin
- Ernst Diez (Kunsthistoriker) (1878–1961), österreichischer Kunsthistoriker und Hochschullehrer
- Ernst Friedrich Diez (1805–1892), deutscher Schauspieler und Opernsänger
- Fabio Díez (* 1965), spanischer Beachvolleyballspieler
- Federico Galera Díez (* 1978), spanischer Skibergsteiger und Bergläufer
- Francisco Tadeo Díez de Medina (1725–1803), südamerikanischer Verwaltungsbeamter und Richter
- Frank Diez (* 1950), deutscher Musikschaffender
- Friedrich Christian Diez (1794–1876), deutscher Philologe
- Fritz Diez (1901–1979), deutscher Schauspieler und Regisseur
- Georg Diez (* 1969), deutscher Journalist und Publizist
- Heinrich Friedrich von Diez (1751–1817), deutscher Orientalist und Diplomat
- Helga Diez (1930–2006), deutsche Künstlerin
- Helmut Diez (* 1953), deutscher Unternehmer und Künstler
- Hermann Diez (1866–1939), deutscher Journalist
- Hormando Vaca Díez (1949–2010), bolivianischer Politiker
- Immanuel Carl Diez (1766–1796), deutscher Philosoph und Arzt
- Jesús Díez del Corral (1933–2010), spanischer Schachspieler
- Jesús Martínez Díez (* 1952), mexikanischer Fußballspieler
- Johann Sebastian Diez (1711–1793), deutscher Komponist und Chorleiter
- José Gabriel Anaya y Diez de Bonilla (1895–1976), mexikanischer Geistlicher, Bischof von Zamora
- José María Díez-Alegría (1911–2010), spanischer Theologe
- Juan Martín Díez, genannt El Empecinado (1775–1825), spanischer Widerstandskämpfer und Guerillaführer
- Julius Diez (1870–1957), deutscher Maler und Grafiker
- Karl von Diez (1769–1850), deutscher General der Kavallerie
- Karl Diez (1882–1964), deutscher Politiker (SPD, KPD), MdL Hessen
- Karlheinz Diez (* 1954), deutscher Geistlicher, Weihbischof in Fulda
- Karl Philipp Diez (1769–1850), deutscher Generalleutnant
- Katharina Diez (1809–1882), deutsche Dichterin
- Kurt Diez (1915–1974), deutscher Politiker (CDU)
- Luis Mateo Díez (* 1942), spanischer Schriftsteller
- Manuel Díez-Alegría (1906–1987), spanischer Generalleutnant und Diplomat
- Manuel Diez de Bonilla (1800–1864), mexikanischer Diplomat
- Manuel Donato Diez (* 1957), spanischer Bildhauer
- Mario Mansilla Díez (* 2002), spanischer Tennisspieler
- Matilde Díez (1818–1883), spanische Theaterschauspielerin
- Michael Diez (1781–1839), deutscher Politiker, MdL Nassau, siehe Michael Dietz (Politiker)
- Minya Diéz-Dührkoop (1873–1929), deutsche Fotografin
- Nicolás Diez (* 1977), argentinischer Fußballspieler und -trainer
- Ricardo Diéz (Fußballtrainer) (geb. Emetério Seledônio Díez; 1900–1971), uruguayischer Fußballtrainer
- Ricardo Díez (Leichtathlet) (* 1975), venezolanischer Stabhochspringer
- Ricardo Díez-Hochleitner (1928–2020), spanischer Wirtschaftswissenschaftler
- Robert Diez (1844–1922), deutscher Bildhauer
- Rosa Díez González (* 1952), spanische Politikerin
- Samuel Friedrich Diez (1803–1873), deutscher Maler
- Stefan Diez (Physiker) (* 1969), deutscher Physiker und Hochschullehrer
- Stefan Diez (Designer) (* 1971), deutscher Industriedesigner
- Stephan Diez (1954–2017), deutscher Gitarrist
- Sophie Diez (1820–1887), deutsche Sängerin (Sopran)
- Steven Diez (* 1991), kanadischer Tennisspieler
- Theodor Diez (* vor 1937), deutscher Geologe
- Theopont Diez (1908–1993), deutscher Politiker (CDU)
- Thomas Diez (* 1970), deutscher Politikwissenschaftler
- Wilhelm Diez (Philologe) (1623–1694), deutscher Philologe und Hochschullehrer
- Wilhelm Diez (Politiker), deutscher Hofbeamter und Politiker, MdL Hohenzollernsche Lande
- Wilhelm von Diez (1839–1907), deutscher Maler und Illustrator
- Willi Diez (* 1953), deutscher Wirtschaftswissenschaftler